# ثيوتي
بلدية ثيوتي (بالإسبانية: Ceutí) هي بلدية تقع في منطقة مرسية جنوب شرق إسبانيا.

## الديموغرافيا
بلغ عدد سكان بلدية ثيوتي 10.729 نسمة عام 2011 (وفقاً للمعهد الوطني الإسباني للإحصاء).
| 6.924 | 7.153 | 7.891 | 8.670 | 9.185 | 10.174 | 10.729 |